# Menley
Menley Motor Company war ein britischer Automobilhersteller, der 1920 in Stoke-on-Trent tätig war. Insgesamt fertigte das Unternehmen 16 Cyclecars.
Die Fahrzeuge wurden von einem luftgekühlten V2-Motor von Blackburne mit 999 cm³ Hubraum angetrieben, der 8 bhp (5,9 kW) leistete.